# اچ‌ام‌اس تارتار (۱۸۰۱)
اچ‌ام‌اس تارتار (۱۸۰۱) (به انگلیسی: HMS Tartar (1801)) یک کشتی بود که طول آن ۱۴۲ فوت ۰ اینچ (۴۳٫۳ متر) بود. این کشتی در سال ۱۸۰۱ ساخته شد.